# Bonifati

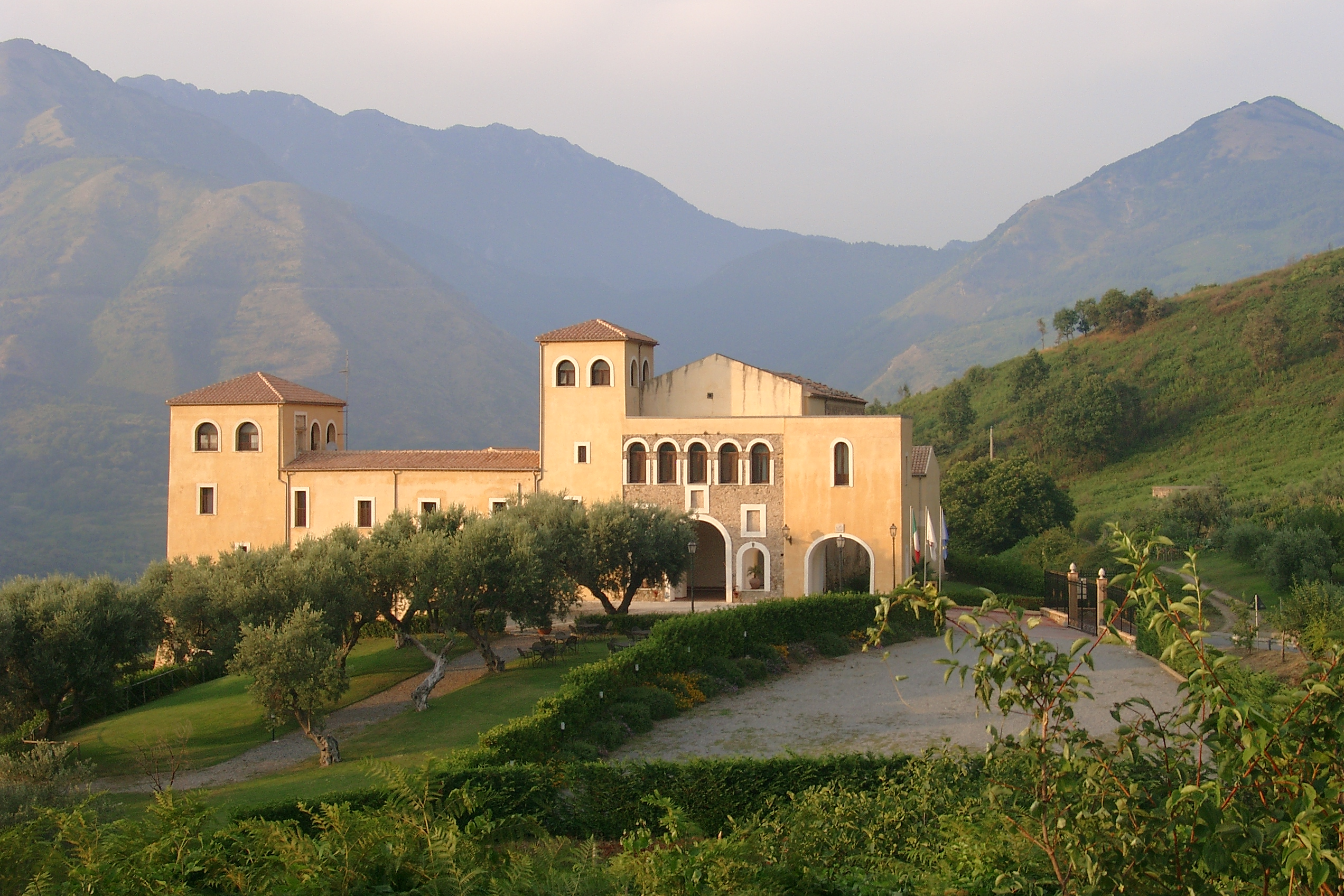
Eremo del Duca - Klause bei Bonifati

Bonifati ist eine italienische Gemeinde in der Provinz Cosenza in der Region Kalabrien mit 2551 Einwohnern (Stand 31. Dezember 2023).
Bonifati liegt 71 km nordwestlich von Cosenza. Die Nachbargemeinden sind Cetraro, Sangineto und Sant’Agata di Esaro.